# Pauline Pfeif
Pauline Alexandra Pfeif (Berlino, 7 maggio 2002) è una tuffatrice tedesca.

## Biografia
Nel 2025 vince quattro medaglie ai campionati europei (due argenti e due bronzi) e un argento nella piattaforma 10 metri ai mondiali di Singapore.

## Palmarès
- Mondiali

Singapore 2025: argento nella piattaforma 10m.
- Europei di nuoto/tuffi

Antalya 2025: argento nella piattaforma 10m e nella squadra mista, bronzo nel sincro 10m e nel sincro misto 10m.
- Giochi mondiali universitari

Reno-Ruhr 2025: oro nella squadra mista, argento nel sincro 10m, bronzo nella piattaforma 10m.